# Linnea Weidemann
Linnea Weidemann (* 15. September 2003) ist eine deutsche Hockeyspielerin, die 2023 Europameisterschaftsdritte war.

## Sportliche Karriere
Linnea Weidemann spielt seit jeher für den Berliner HC.
Weidemann nahm von 2018 bis 2022 an 53 Länderspielen in den verschiedenen Altersklassen im Juniorinnen-Bereich teil. Ihre größten Erfolge waren der erste Platz bei der U19-Europameisterschaft 2021 und der zweite Platz bei der U21-Weltmeisterschaft 2022.
2022 debütierte sie in der Nationalmannschaft. Bei der Weltmeisterschaft 2022 unterlag die deutsche Mannschaft im Halbfinale den Argentinierinnen im Shootout. Das Spiel um den dritten Platz verloren die Deutschen mit 1:2 gegen die australische Mannschaft. Weidemann war in allen sieben Spielen dabei. 2023 bei der Europameisterschaft in Mönchengladbach unterlag die deutsche Mannschaft im Halbfinale den Belgierinnen, im Spiel um den dritten Platz siegte die deutsche Mannschaft mit 3:0 über das englische Team. Weidemann wirkte in allen fünf Spielen mit. Bei den Olympischen Spielen 2024 in Paris belegte Weidemann mit der deutschen Mannschaft in der Vorrunde den dritten Platz. Im Viertelfinale unterlagen die Deutschen den Argentinierinnen im Shootout.
Linnea Weidemann bestritt 51 Länderspiele. (Stand 16. August 2024) 